# Abu Yusuf Yaqub ben Abd al-Haqq
Pour les articles homonymes, voir Abu Yusuf.
Abu Yusuf Yaqub ben Abd al-Haqq (en arabe : أَبُو يُوسُف يَعقُوب بن عَبد الحَقّ, né vers 1212 et mort le 20 mars 1286 à Algésiras, est le dirigeant du sultanat mérinide de 1258 à 1286.

## Histoire

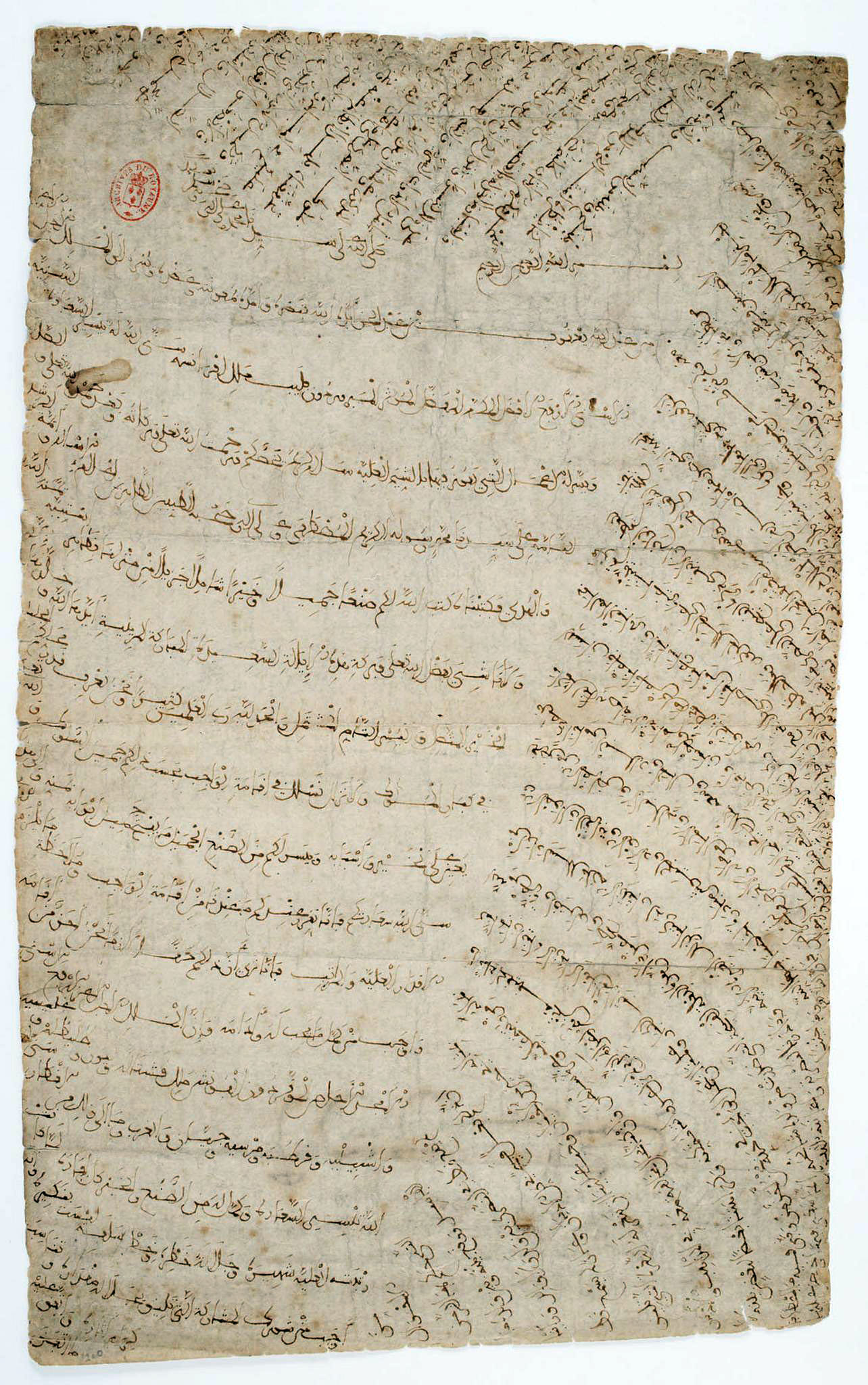
Lettre d'Abou Youssef au roi de France Philippe III pour l'engager à prendre les armes en faveur d'Alphonse X, roi de Castille et de León, attaqué par son fils Sanche, 24 octobre 1282 (Paris, Archives nationales).

En juillet 1258, l'émir mérinide Abou Yahya meurt. Bien qu'ayant désigné son fils Omar (ar) pour lui succéder, Abou Youssef, alors gouverneur de Taza, parvient rapidement à l'écarter à son avantage. 
En septembre 1260, Abou Youssef est confronté au premier grand défi de son règne : reprendre Salé aux Castillans qui, après avoir pris la ville par surprise au lendemain de la fête de l'Aïd el-Fitr, ont tué des milliers de ses habitants et en ont déporté des milliers d'autres pour qu'ils soient vendus comme esclaves à Séville. Parvenant à reprendre la ville après deux semaines de siège, il la dote rapidement de fortifications qui lui faisaient cruellement défaut, allant même jusqu'à participer personnellement aux travaux.     
En 1262, les Mérinides remportent une importante victoire sur les Almohades à la bataille de l'Oum Errabiâ mais échouent à prendre Marrakech dans la foulée. Cependant, dans la ville règne une ambiance électrique qui ne tarde pas à profiter aux Mérinides. En effet, agacé par les reproches du « calife » Al-Mortada , le général Abou Debbous décide de faire défection au profit des Mérinides qui lui prêtent une armée pour prendre Marrakech ; ce qu'il réussit à faire en 1266. La joie est cependant de courte durée puisque, aussitôt entré dans la ville, Abou Debbous rompt son engagement auprès des Mérinides pour se proclamer calife almohade. Abou Youssef part alors faire le siège de Marrakech mais est interrompu par l'émir zianide Yaghmoracen qui l'attaque à revers. Marrakech finit néanmoins par tomber en septembre 1269 et Abou Debbous est tué. Après son entrée dans l'ancienne capitale almohade, Abou Youssef se proclame prince des musulmans (amir el-mouslimine) pour ne pas prendre le titre califale de prince des croyants (amir el-mou'minine).  
En 1273, il s'empare des villes indépendantes de Ceuta et de Tanger. L'année suivante, il prend Sijilmassa, dont le gouverneur avait prêté allégeance à Yaghmoracen, en utilisant pour la première fois l'artillerie. 
En 1275, le dernier royaume musulman d'Al-Andalous, l'émirat nasride de Grenade, sollicite l'assistance d'Abou Youssef. Désireux de porter secours à ses frères en religion, ce dernier s'empresse de signer un traité de paix avec Yaghmoracen et monte une expédition composée de Zénètes, d'Arabes, d'Almohades, de Masmouda, de Sanhadja, de Ghomaras, d'Awerba et de Meknassas pour tenir tête aux Castillans. Débarquée dans la péninsule Ibérique, elle rencontre un premier succès majeur à la bataille d'Écija après laquelle Abou Youssef ordonne de décapiter tous les militaires castillans morts au combat pour envoyer la tête de leur chef en présent au sultan de Grenade Mohammed II et pour ériger une pyramide de crânes (faisant provisoirement office de minaret) avec celles des autres et il y ordonna le muezzin d'y faire l'adhan par-dessus. À la même période, son gouverneur de Marrakech se débarrasse des ultimes Almohades récalcitrants. De retour au Maghreb al-Aqsa, Abou Youssef fait célébrer ces victoires des deux côtés de la mer en faisant construire une ville nouvelle à côté de Fès. Cette dernière, apparaissant plutôt comme un nouveau quartier de Fès, est appelée Fès la Nouvelle (Fès el-Jdid (en)) par opposition à Fès l'Ancienne (Fès el-Bali).
Jouissant d'une popularité considérable en Al-Andalous, Abou Youssef se lance dans une nouvelle expédition ibérique au cours de laquelle il se fait remettre, en février 1278, les clés de Malaga par le fils d'Abou Mohammed ibn Achkilula, son défunt gouverneur, qui craint de ne pouvoir défendre la ville seule. Cela inquiète profondément le sultan de Grenade Mohammed II qui craint que son ancien allié, désormais en possession de Cadix, Ronda et Malaga, ne lui prenne son trône. Pour éviter qu'une telle situation ne se produise, Mohammed II pactise avec l'émir zianide Yaghmoracen et le roi de Castille Alphonse X qui accepte d'attaquer Algésiras pendant que Mohammed II fait le siège de Malaga. Cependant, aussitôt après avoir repris le contrôle de la ville, Mohammed II dénonce le pacte avec les Castillans et présente ses excuses à Abou Youssef. Ce dernier meurt de maladie à Algésiras en 1286, non sans avoir eu le temps de conduire deux autres expéditions en Ibérie.